# Zeepzieder

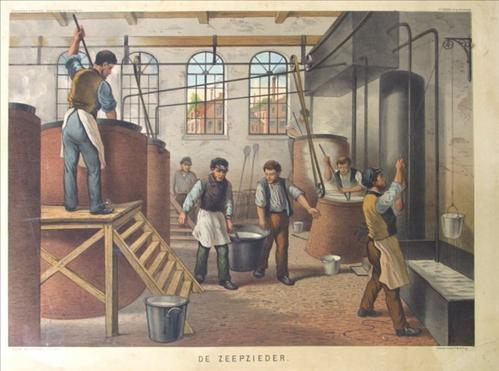
Zeepzieden in de negentiende eeuw

Een zeepzieder is iemand die beroepsmatig zeep maakt.
Oorspronkelijk ging men bij het maken van zeep uit van natuurlijke vetten zoals reuzel, boter, levertraan, hennepolie, lijnolie, raapolie of een mengsel van die oliën. Deze vetten hebben gemeen dat ze bestaan uit triglyceriden, esters van vetzuren en glycerine. Zeepzieden als handwerk komt sinds de twintigste eeuw niet meer voor op commerciële basis.
Het vet werd eerst op een vuur in een grote koperen ketel gekookt (zieden betekent koken, denk aan: ziedend van woede oftewel koken van woede) met loog, meestal een mengsel van potas en kalkloog. Hierdoor verzeepte het vet. Het mengsel van olie en loog moest geroerd worden tot er een homogene massa ontstond. Deze massa dikte in door afkoeling, in een paar dagen ontstond zo een zachte zeep.
Een bekende zeepziederij was Zeepziederij "De Adelaar" uit Wormerveer, gelegen aan de Zaan.